# 香川県道209号善通寺停車場線
香川県道209号善通寺停車場線（かがわけんどう209ごう ぜんつうじていしゃじょうせん）は、香川県善通寺市を通る一般県道である。

## 概要

### 路線データ
- 起点：香川県善通寺市文京町1丁目（JR四国土讃線 善通寺駅前）
- 終点：香川県善通寺市善通寺町1丁目（香川県道24号善通寺大野原線交点）
- 総延長：0.801 km[2]

## 地理

### 通過する自治体
- 善通寺市

### 交差する道路
| 交差する道路               | 交差する場所  | 交差する場所 |
| -------------------------- | ------------- | ------------ |
| 香川県道24号善通寺大野原線 | 善通寺町1丁目 | 終点         |

### 沿線
- JR四国土讃線 善通寺駅
- 善通寺市役所
- 善通寺市民会館
- 四国学院大学